# Bretagne Classic 2021
La 85.ª edición de la clásica ciclista Bretagne Classic (nombre oficial: Bretagne Classic - Ouest-France) fue una carrera en Francia que se celebró el 29 de agosto de 2021 con inicio y final en la ciudad de Plouay sobre un recorrido de 251 km.
La carrera formó parte del UCI WorldTour 2021, calendario ciclístico de máximo nivel mundial, siendo la vigésima quinta carrera de dicho circuito y fue ganada por el francés Benoît Cosnefroy del AG2R Citroën. Completaron el podio, como segundo y tercer clasificado respectivamente, el también francés Julian Alaphilippe y el danés Mikkel Honoré, ambos del Deceuninck-Quick Step.

## Equipos participantes
Tomarán parte en la carrera 24 equipos, los cuales incluyen los 19 equipos de categoría UCI WorldTeam y 5 de categoría UCI ProTeam, quienes formaron un pelotón de 163 ciclistas de los que terminaron 97. Los equipos participantes fueron:
| WorldTeams (19)- AG2R Citroën Team - Astana-Premier Tech - Bahrain Victorious - Bora-Hansgrohe - Cofidis - Deceuninck-Quick Step - EF Education-Nippo - Groupama-FDJ - Ineos Grenadiers - Intermarché-Wanty-Gobert Matériaux - Israel Start-Up Nation - Jumbo-Visma - Lotto Soudal - Movistar Team - Team BikeExchange - Team DSM - Qhubeka NextHash - Trek-Segafredo - UAE Team Emirates ProTeams (5)- Arkéa-Samsic - B&B Hotels p/b KTM - Delko - TotalEnergies - Burgos-BH |
| |

## Clasificaciones finales
Las clasificaciones finalizaron de la siguiente forma:

### Clasificación general
| \| Clasificación general \| Clasificación general \| Clasificación general \| Clasificación general \| Clasificación general \| \| Ciclista \| Ciclista \| Equipo \| Tiempo \| \| \| --------------------- \| --------------------- \| --------------------- \| --------------------- \| --------------------- \| \| 1.º \| Benoît Cosnefroy \| AG2R Citroën Team \| 5 h 59 min 56 s \| \| \| 2.º \| Julian Alaphilippe \| Deceuninck-Quick Step \| + 0 s \| \| \| 3.º \| Mikkel Honoré \| Deceuninck-Quick Step \| + 3 s \| \| \| 4.º \| Ethan Hayter \| Ineos Grenadiers \| + 13 s \| \| \| 5.º \| Connor Swift \| Arkéa-Samsic \| + 13 s \| \| \| 6.º \| Franck Bonnamour \| B&B Hotels p/b KTM \| + 13 s \| \| \| 7.º \| Jasper Stuyven \| Trek-Segafredo \| + 13 s \| \| \| 8.º \| Valentin Madouas \| Groupama-FDJ \| + 13 s \| \| \| 9.º \| Quentin Pacher \| B&B Hotels p/b KTM \| + 16 s \| \| \| 10.º \| Giacomo Nizzolo \| Qhubeka NextHash \| + 17 s \| \| |                    |                       |                 |
| |                    |                       |                 |
| Fuente: ProCyclingStats |                    |                       |                 |
| Clasificación general |                    |                       |                 |
| Ciclista | Ciclista           | Equipo                | Tiempo          |
| 1.º | Benoît Cosnefroy   | AG2R Citroën Team     | 5 h 59 min 56 s |
| 2.º | Julian Alaphilippe | Deceuninck-Quick Step | + 0 s           |
| 3.º | Mikkel Honoré      | Deceuninck-Quick Step | + 3 s           |
| 4.º | Ethan Hayter       | Ineos Grenadiers      | + 13 s          |
| 5.º | Connor Swift       | Arkéa-Samsic          | + 13 s          |
| 6.º | Franck Bonnamour   | B&B Hotels p/b KTM    | + 13 s          |
| 7.º | Jasper Stuyven     | Trek-Segafredo        | + 13 s          |
| 8.º | Valentin Madouas   | Groupama-FDJ          | + 13 s          |
| 9.º | Quentin Pacher     | B&B Hotels p/b KTM    | + 16 s          |
| 10.º | Giacomo Nizzolo    | Qhubeka NextHash      | + 17 s          |

## UCI World Ranking
La Bretagne Classic otorgó puntos para el UCI World Ranking para corredores de los equipos en las categorías UCI WorldTeam, UCI ProTeam y Continental. Las siguientes tablas son el baremo de puntuación y los 10 corredores que obtuvieron más puntos:
| Posición   | 1.º | 2.º | 3.º | 4.º | 5.º | 6.º | 7.º | 8.º | 9.º | 10.º | 11.º | 12.º | 13.º | 14.º | 15.º-20.º | 21.º-30.º | 31.º-50.º | 51.º-55.º | 56.º-60.º |
| Puntuación | 400 | 320 | 260 | 220 | 180 | 140 | 120 | 80  | 68  | 56   | 48   | 40   | 32   | 28   | 24        | 16        | 8         | 4         | 2         |

| Clasificación |                    |                       |        |
| Posición      | Ciclista           | Equipo                | Puntos |
| ------------- | ------------------ | --------------------- | ------ |
| 1.º           | Benoît Cosnefroy   | AG2R Citroën          | 400    |
| 2.º           | Julian Alaphilippe | Deceuninck-Quick Step | 320    |
| 3.º           | Mikkel Honoré      | Deceuninck-Quick Step | 260    |
| 4.º           | Ethan Hayter       | INEOS Grenadiers      | 220    |
| 5.º           | Connor Swift       | Arkéa Samsic          | 180    |
| 6.º           | Franck Bonnamour   | B&B Hotels p/b KTM    | 140    |
| 7.º           | Jasper Stuyven     | Trek-Segafredo        | 120    |
| 8.º           | Valentin Madouas   | Groupama-FDJ          | 100    |
| 9.º           | Quentin Pacher     | B&B Hotels p/b KTM    | 80     |
| 10.º          | Giacomo Nizzolo    | Qhubeka NextHash      | 68     |